# Ама (пірнальник)

Пірнальниця, що витягує водорості (Івасе Йосіюкі, 1947).

Пірнальниця під водою збирає мушлі.

Ама (яп. 海人, あま «людина моря») — японські традиційні пірнальники за водоростями, молюсками і перлами.
Чоловіки ама позначаються ієрогліфами «муж моря» (海士), а жінки ама — «жінка моря» (海女). На Окінаві пірнальників називають умінтю, а в провінції Ідзу — кайто. Пірнальництвом займаються переважно жінки.

## Короткі відомості
Японська професія пірнальників ама нараховує більше як 2000 років. Перші письмові згадки про неї з'являються в китайському «Переказі про людей ва Записів Вей» кінця 3 століття:
|  | …[Японці] залюбки виловлють рибу і молюсків, і не залежно від глибини, усі пірнають та збирають їх… |

|  | …незалежно від віку і зросту, [японці] мають татуйовані обличчя і тіло… Сьогодні ж [татуйовані] плавці [японців] полюбляють пірнати, виловлюючи риб і устриці. Татуювання служило [їм] для відлякування великих риб і водяних тварин, [але] потім стало [вважатися] прикрасою. У різних країнах [японців] воно різне — то ліве, то праве, то велике, то мале. Шановані та підлі [також] мають відмінності [у татуюванні]. |

У середньовіччі ама занурювалися в море без спеціального обладнання. На тілі вони мали лише настегнову пов'язку з поясом, яка служила їм оберегом від акул, і ніж. Сучасні пірнальники мають спеціальні захисні костюми, а в деяких регіонах ласти і маски.
Об'єктом вилову ама є морські водорості, ракоподібні, омари, восьминоги, морські їжаки та устриці, що інколи містять перли. Зазвичай, ама пірнають на глибину 15 — 20 м.
До новітнього часу пірнальники ама займалися лише своєю основною професією, проте з 19 століття більшість з них поєднує пірнальництво з рибальством та сільським господарством.
Ама — переважно жінки, як правило, молоді. Вважається, що вони можуть довше перебувати у воді і не переохолоджуватись ніж чоловіки, завдяки розвиненому підшкірному жиру. У пізньому середньовіччі природна врода ама протиставляся штучній красі куртизанок Едо та Кіото.
Найпівнічнішим осередком діяльності пірнальників ама в Японії є місто Кудзі в префекутрі Івате.